# Saint-Hilaire-sous-Charlieu
Saint-Hilaire-sous-Charlieu ist eine französische Gemeinde mit 540 Einwohnern (Stand: 1. Januar 2022) im Département Loire in der Region Auvergne-Rhône-Alpes. Sie gehört zum Arrondissement Roanne und zum Kanton Charlieu.

## Geographie
Saint-Hilaire-sous-Charlieu liegt etwa zwölf Kilometer nordöstlich von Roanne am Forez. Umgeben wird Saint-Hilaire-sous-Charlieu von den Nachbargemeinden Chandon im Norden und Nordosten, Villers im Osten, Jarnosse im Osten und Südosten, Boyer im Südosten, Nandax im Süden sowie Pouilly-sous-Charlieu im Westen und Nordwesten.

## Bevölkerungsentwicklung
| Jahr                       | 1962 | 1968 | 1975 | 1982 | 1990 | 1999 | 2006 | 2017 |
| Einwohner                  | 327  | 318  | 290  | 365  | 390  | 399  | 492  | 535  |
| Quellen: Cassini und INSEE |      |      |      |      |      |      |      |      |

## Sehenswürdigkeiten
- romanische Kirche Saint-Hilaire

## Persönlichkeiten
- Pierre Desgoutte (1874–1955), Unternehmer

## Weblinks

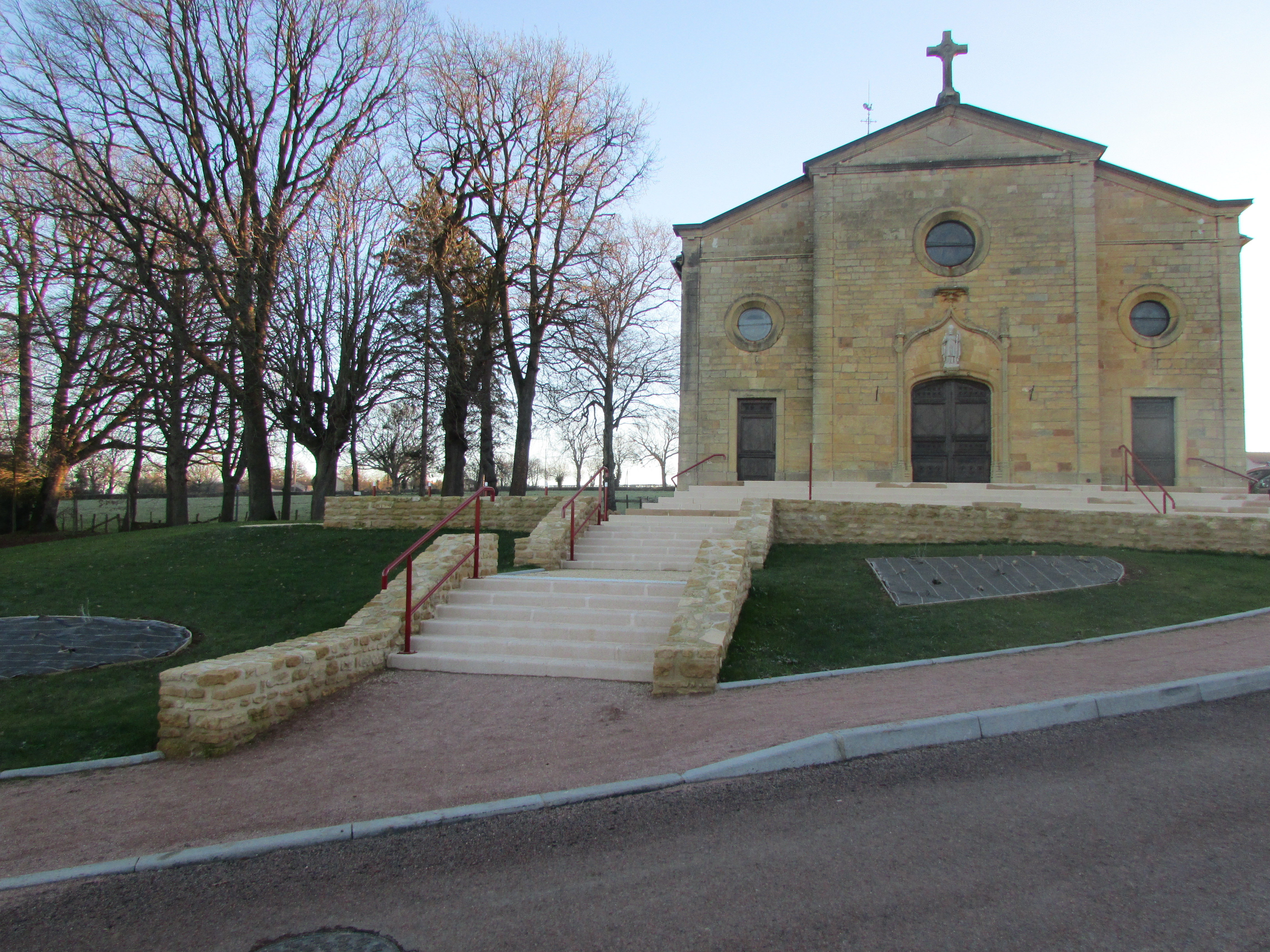
Kirche Saint-Hilaire